# دنیس زانته
دنیس زانته (ایتالیایی: Denis Zanette; ۲۳ مارس ۱۹۷۰ – ۱۰ ژانویهٔ ۲۰۰۳) دوچرخه‌سوار اهل ایتالیا بود.